# Вельбарк (город)
Ве́льбарк (пол. Wielbark, нем. Willenberg) — город в Польше, входит в состав Варминьско-Мазурского воеводства, Щитненский повят. Занимает площадь 1,84 км². Население — 2991 человек (на 2019 год).
Расположен в южной части Мазурии, на территории бывшей земли Сассовия, в устье реки Савица, в окружении лесов. В городе расположены железнодорожная станция, автобусная остановка, аптека, поликлиника, почта, магазины, гостиница, автозаправочная станция; был кинотеатр.

## История

### До XVII века
Вельбарк был основан Тевтонским комтуром Фридрихом фон Вилленбергом. Сначала была создана тевтонская сторожевая башня под названием Вильдхаус. Вокруг нее возникло поселение бортников и металлургов (производство древесного угля, дёгтя и смолы).
Кирпичный замок был возведен в конце XIV века. Он использовался ещё герцогом Альбрехтом, затем пришел в упадок. На его остатках была возведена в середине XVIII в. канцелярия царского домена, затем — ратуша. В конце XIV века в замке поселились бортники, позже трактирщики и металлурги. Таким образом, были созданы отдельные административно-территориальные единицы: Бартники, Руды, Весь Карчмарская, которые вместе с Острувкем (то есть бывшим замком) составляют Вельбарк в нынешних границах (Руда, Весь Карчмарская и Острувко включены 21 июля 1723 г.). Между 1466 и 1657 гг. деревня находилась под властью польского королевства.
Поселение было расположено недалеко от польской границы, на пути Варшава-Крулевец, что способствовало развитию. В Вельбарке развивалось сукноделие и ткачество. В 1637 поселение имело около 11 трактирщиков с польскими фамилиями (Мех, Суйка, Мазурек, Кухта, Качмарчик, Пакула, Сендер, Сикора, Патола, Лейко и Забегай). В 1723 году поселение получило городские права-первоначально без Бартников, которые были присоединены к городу только в 1745 году и с тех пор назывались Варшавским предместьем. В 1747 году он получил право организовать 3 ежегодные ярмарки. С точки зрения населения это был один из самых маленьких городов в Мазурии.

### XIX—XX века
Во время наполеоновской кампании, с 21 января по 2 февраля 1807 года, в Вельбарке находился Наполеон. Позднее, в 1813 году, здесь жил царь Александр I. Во время Январского восстания через Вельбарк перебрасывалось оружие для повстанцев. В 1871 году город оказался в границах Германской империи.
В 1872—1887 годах настоятелем католического прихода в Вельбарке был священник Ян Шадовский, религиозно-общественный деятель, защитник польской речи. Благодаря его усилиям было подано ходатайство к прусским властям, требующее сохранения польского языка в народных школах. Он был инициатором строительства католической церкви в Вельбарке.
Во время Первой мировой войны город дважды занимали русские войска. В 1920 году здесь интернировали бежавшие из Польши большевистские войска. В сентябре 1939 года железнодорожный узел в Вельбарке был подвергнут бомбардировке польскими самолетами 41 разведывательной эскадрильи.
Из-за значительных разрушений, полученных в 1945 году, населённый пункт утратил городские права. В течение короткого времени после окончания войны здесь функционировал важный перевалочный пункт репатриантов с восточных рубежей.. В 1946 году деревня была включена в состав вновь созданного Ольштынского воеводства на территории послевоенной Польши, к которому она принадлежала до административной реформы в 1998 году.

### Переговоры о о присвоении статуса города (2017)
С петицией начать процесс по восстановлению статуса города выступила в 2016 году Общество любителей Вельбарской земли; её подписали 166 жителей. 14 декабря 2016 года в управлении гмины Вельбарк состоялось совместное заседание комиссии по восстановлению городских прав Вельбарка. 1 января 2019 года статус города был восстановлен.

## Достопримечательности

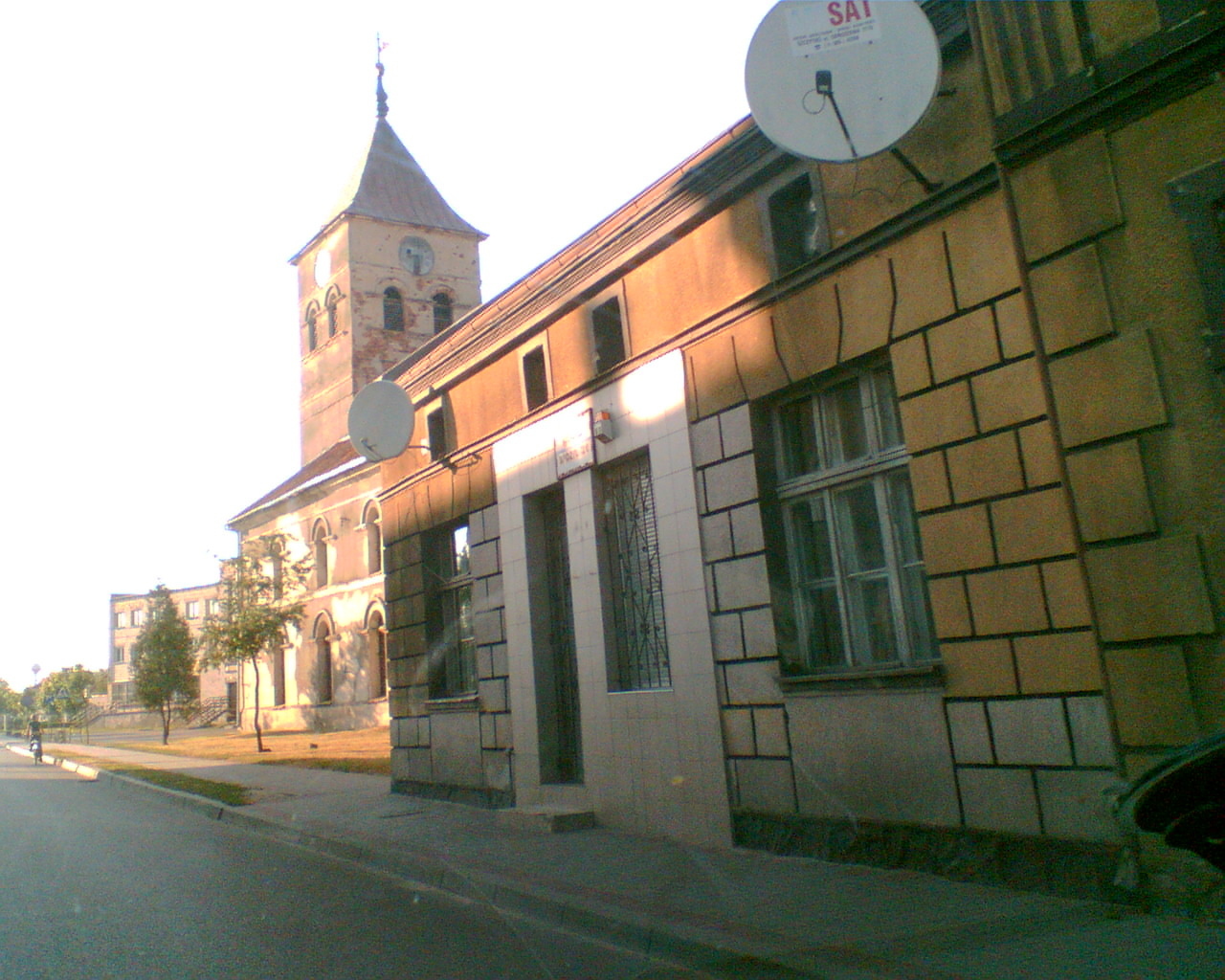
Улица в Вельбарке с видом на башню Евангелическо-Аугсбурского костёла

- Евангелический костёл построенный в 1721 году, был снесён в 1819 году, восстановлен в 1823—1827 годах. Новый костёл спроектирован берлинским архитектором Карлом Фредериком Шинкелем, построен мастером Шиммельпфеннигом с использованием старых элементов. В настоящее время не используется. Это большое здание без проходов с башней, выступающей с западной стороны, освященное 27 сентября 1827 года, считается одним из самых прекрасных примеров эклектично-классицистической тенденции Карла Фредерика Шинкеля в архитектуре Пруссии.
- Неоготический католический костёл святого Яна Непомуцкого, построен в 1879—1880 гг. Потолок на деревянных балках и карнизах, мебель в неоготическом стиле. Есть витражи, сделанные в 1960-х годах Станиславом Повалишем из Познани.
- Дома XIX века.
- Неоготическая часовня 1885 года (рядом с церковью), из красного кирпича, с мраморной табличкой и надписью «Pod Twoją Obronę uciekamy się Primo annivers. Dedicat hujus Ecclesiae s. tit. s. Joannis Nep. Dom. infr. Oct. SS. App. Petri et Pauli 1885».
- Парк
- Военное кладбище (дорога на Шелково) с могилами 399 солдат немецкой и русской армий, умерших в местном лазарете (был в евангелической церкви).
- Военное кладбище в лесу (145 солдат, в основном российской армии).
- Бывшее евангелическое кладбище с солдатскими могилами.

## Промышленность
В Вельбарке находится фабрика IKEA и две небольших лесопилки.